# Jean Dieudonné
Jean Alexandre Eugène Dieudonné, född 1 juli 1906 i Lille, Frankrike, död 29 november 1992 i Paris, var en fransk matematiker, som var en av grundarna av det kollektiva matematiska projektet Bourbaki, och kanske den mest aktiva medlemmen. Bland hans forskningsområden fanns bland annat Galoisteori och topologiska vektorrum. Dieudonné mottog 1971 Steelepriset.

## Biografi
Dieudonné växte upp i Lille, med en formativ vistelse i England där han introducerades till algebra. År 1924 antogs han till École normale supérieure, där André Weil var klasskamrat, och började arbeta med komplex analys. År 1934 var han en av de normaliegrupper som sammankallades av Weil, som skulle bli "Bourbaki".
Han tjänstgjorde i den franska armén under andra världskriget och undervisade sedan i Clermont-Ferrand fram till Frankrikes befrielse. Efter att ha innehaft professurer vid University of São Paulo (1946–1947), University of Nancy (1948–1952) och University of Michigan (1952–1953), började han vid matematiska institutionen vid Northwestern University 1953, innan han återvände till Frankrike som en av grundarna av Institut des hautes études scientifiques. Han flyttade 1964 till Universitetet i Nice för att grunda matematiska institutionen och gick i pension 1970. Han valdes till ledamot av Académie des sciences 1968.

## Karriär och vetenskapligt arbete
Dieudonné skrev mycket av Bourbaki-seriens texter, de många volymerna av EGA algebraiska geometriserien och nio volymer av hans egna Éléments d'Analyse. Den första volymen av Traité är en fransk version av boken Foundations of Modern Analysis (1960), som hade blivit en lärobok inom funktionell analys.
Han skrev också enskilda monografier om infinitesimalkalkyl, linjär algebra och elementär geometri, invariant teori, kommutativ algebra, algebraisk geometri och formella grupper.
Tillsammans med Laurent Schwartz gav han handledning åt Alexander Grothendiecks tidiga forskning. Senare från 1959 till 1964 arbetade han vid Institut des Hautes Études Scientifiques tillsammans med Grothendieck och samarbetade om det expositoriska arbete som behövdes för att stödja projektet med att återupprätta algebraisk geometri på den nya grunden för matematiska system.
Dieudonné var mest känd för forskning inom abstrakt algebra, algebraisk geometri och funktionalanalys, och som matematikhistoriker, särskilt inom områdena funktionalanalys och algebraisk topologi. Hans arbete om de klassiska grupperna (boken La Géométrie des groupes classiques publicerades 1955), och om formella grupper, som introducerade vad som nu kallas Dieudonné-moduler, hade en stor effekt på dessa områden.